# Negroni S.p.A.
Die Negroni S.p.A. ist ein international tätiger italienischer Nahrungsmittelhersteller. Das in Formigine in der Provinz Modena ansässige Unternehmen produziert italienische Fleischwaren- und Wurstspezialitäten wie Salami, Cotechini und Zamponi, Coppa, Pancetta, Culatello, Parmaschinken, San-Daniele-Schinken und andere Schinkenarten, Mortadella und Bresaola della Valtellina sowie Südtiroler Speck und die in Italien so genannten Wurstel (Wiener Würstchen). Zur Negroni S.p.A. gehören auch die Traditionsmarken Montorsi, Fini Salumi und Daniel. Negroni beschäftigt an seinen sieben Produktionsstandorten etwa 1000 Mitarbeiter und erwirtschaftete 2007 einen Umsatz von rund 300 Millionen Euro.

## Geschichte
Das Unternehmen wurde 1907 durch Pietro Negroni in Cremona gegründet. Der 1884 in Camairago in der Provinz Lodi geborene Negroni zog im Alter von 21 Jahren nach Cremona um die dortige Filiale eines Fleischwarenproduzenten zu führen. Zwei Jahre später übernahm er das Werk und ließ es als "Società di fatto Pietro Negroni e Fratello" im Unternehmensregister eintragen. Mit der Einführung der Niedrigtemperaturmethode gelang es Negroni als erster Salamihersteller den bisher strikt von den Jahreszeiten abhängigen Produktionszyklus auf das ganze Jahr auszudehnen.
Unter der Leitung von Pietro Negronis Sohn Paolo wurden ab 1937 verschiedene Innovationen eingeführt, so den in der Folge weltweit vertriebenen Negronetto, eine kleinere Variante des traditionellen Salame Cremonese. Die Familientradition wurde ab 1977 von seinem Sohn Pietro Negroni II weitergeführt. Dieser setzte einen Strukturwandel und eine umfassende Investitionsstrategie um. Hierbei wurde das Management erweitert und die Produktionsanlagen modernisiert und ausgebaut. 1990 wurde das Familienunternehmen an die Kraft General Foods Inc. verkauft. Diese verkaufte das Unternehmen 1999 weiter an die Gruppe Malgara Chiari & Forti.
Seit 2002 gehört Negroni dem italienischen Nahrungsmittelkonzern Veronesi. Dieser führte 2007 die im Verlaufe der Jahre übernommenen Traditionsmarken Negroni, Montorsi, Fini Salumi und Daniel in die Negroni S.p.A. zusammen, welche heute die Sparte Salumi der Veronesi Gruppe bildet.